# Åva gård

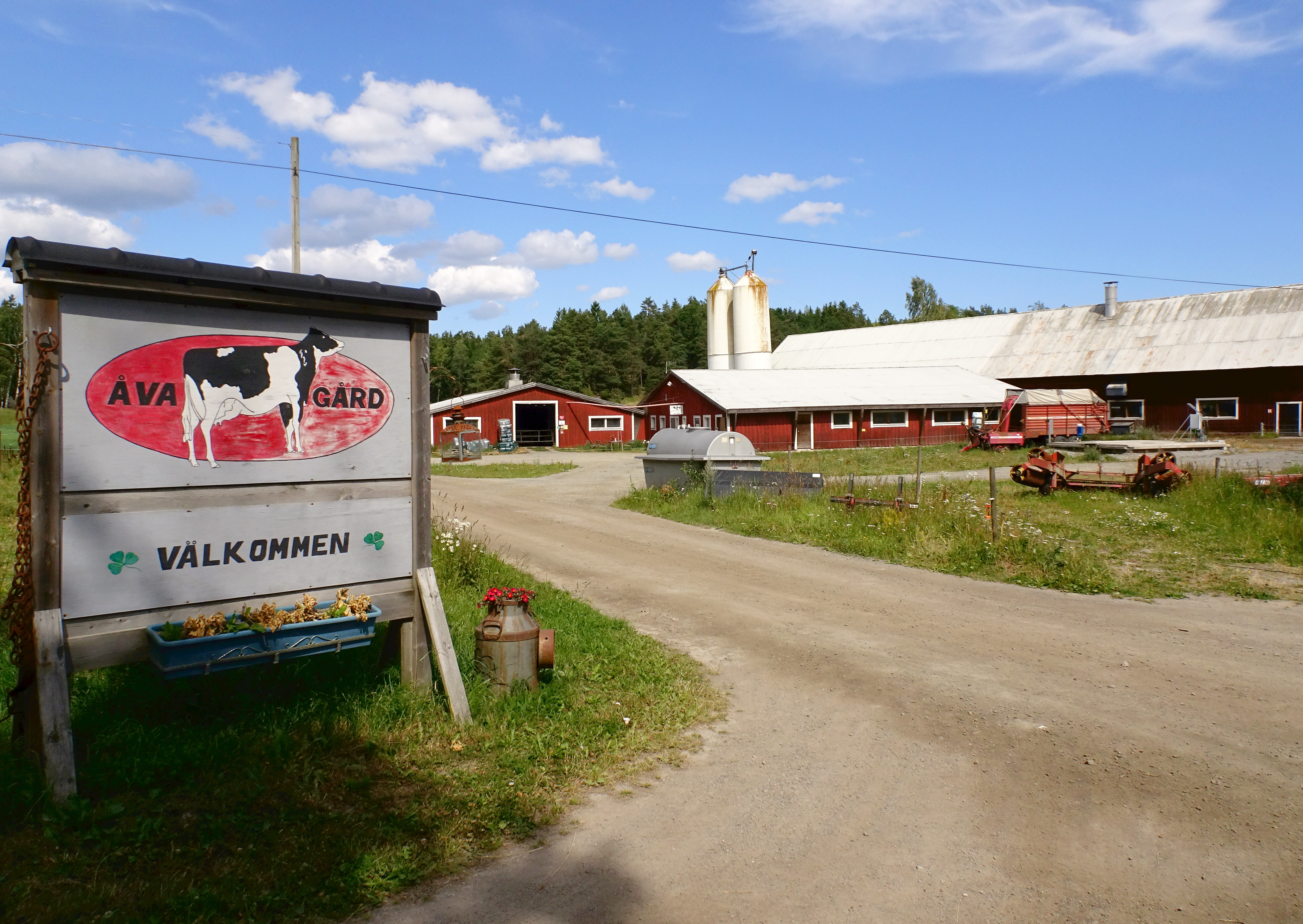
Åva gård 2017.

Åva gård är ett jordbruk och ett område nära Åvaviken i ytterkanten av Tyresta nationalpark i Tyresö kommun. Gårdens historik går tillbaka till vikingatiden. Mellan 1947 och 2020 ägdes Åva gård av Stockholms stad. I maj 2020 såldes det till Naturvårdsverket. Idag bedrivs en omfattande mjölkproduktion på gården som är en av två kvarvarande jordbruk i Tyresö kommun.

## Historik
I området för Åva gård har funnits bosättningar sedan lång tid tillbaka, som ett forntida gravfält från vikingatiden vittnar om. Mellan gravfältet och dagens gårdsanläggning ligger Åvas gamla bytomt som har en utbredning om cirka 200 meter i diameter och innehåller lämningar efter tio husgrunder. Åva i Tyresö socken omnämns bland annat 1397 som aaf aue och 1480 då det talas om en Olaff Jensson j Aawa. Bebyggelseläget finns belagt på en ägomätningskarta från 1750-talet. 
Mellan slutet av 1700-talet och fram till 1910 hade gården en egen vattenkvarn, kallad Åva kvarn. Den drevs av vatten från Stensjön som i slutet av 1700-talet dämdes upp på två ställen och bildade Övre Dammen (dagens Lanan) och Nedre Dammen. Från historisk tid existerar fortfarande dammen och en kallmurad stenbro där den gamla landsvägen till Åva gård och vidare till Vissvass passerade över Åvaån.
| Åva gård omkring 1750 |  | Åva gård omkring 1900 |
| Åva gård omkring 1750 |  | Åva gård omkring 1900 |

## Dagens Åva
Gårdens nutida bebyggelse är av nyare datum. Manbyggnaden uppfördes 1925 och ladugården samt ekonomibyggnader 1939. Därefter har det tillkommit ytterligare byggnader. Området avskiljdes från Tyresögodset och såldes till Stockholms stad 1947 och ingår numera i naturreservatet Tyresta-Åva. På gården drivs jordbruk och en omfattande mjölkproduktion med omkring 70 kor. Korna går fritt i naturen. I ladugården tar en helautomatisk mjölkrobot hand om mjölkningen, och korna kan klia sig på en klimaskin. ”Mjölkfabriken i Åva” står under vissa tider om året öppet för besök som arrangeras av Tyresta nationalpark och Åva gård. Sedan 2006 arrenderas gården av makarna Fredrik Segerberg och Malin Östlingsson.

## Bilder

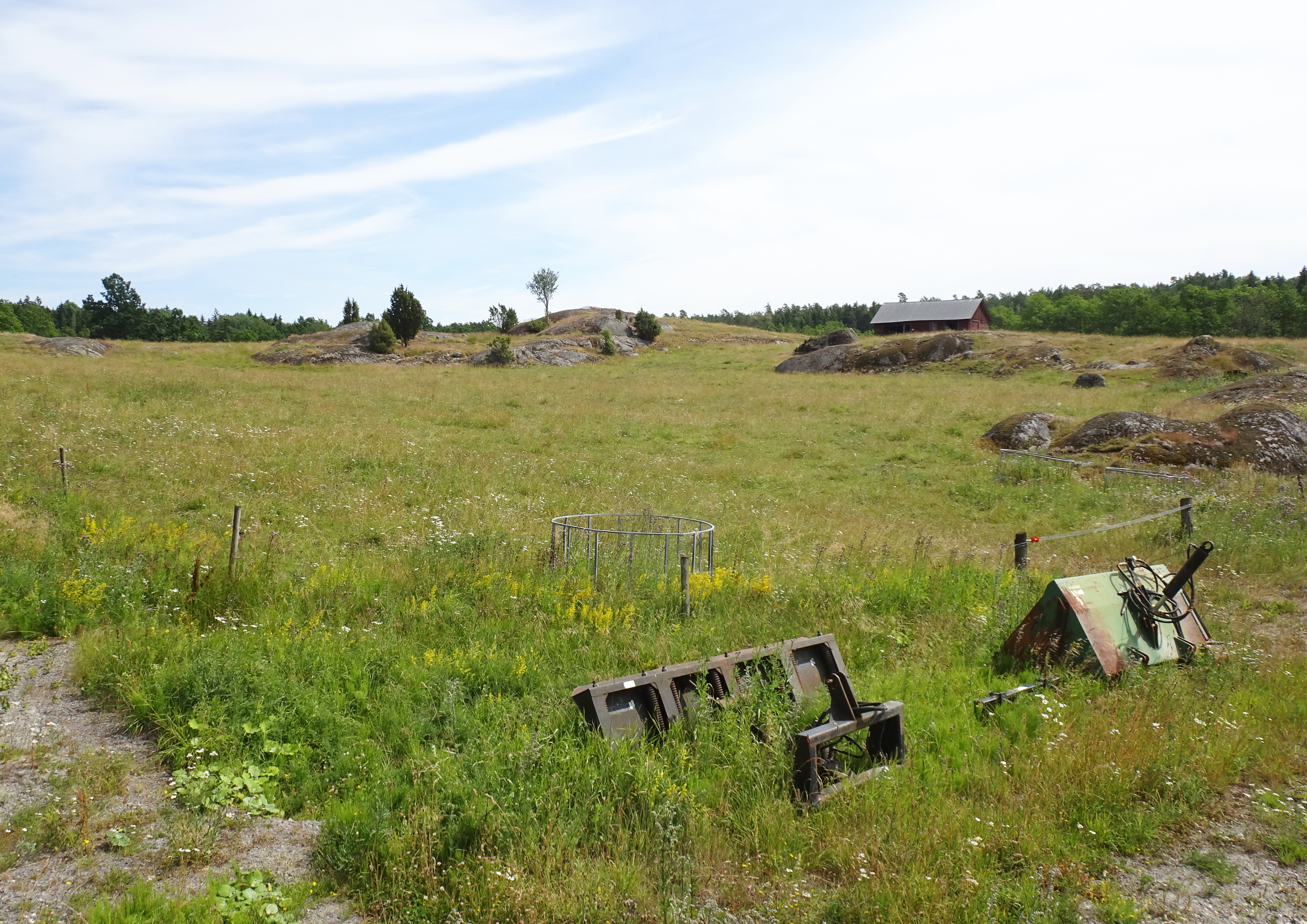
Åva gårds gamla bytomt.
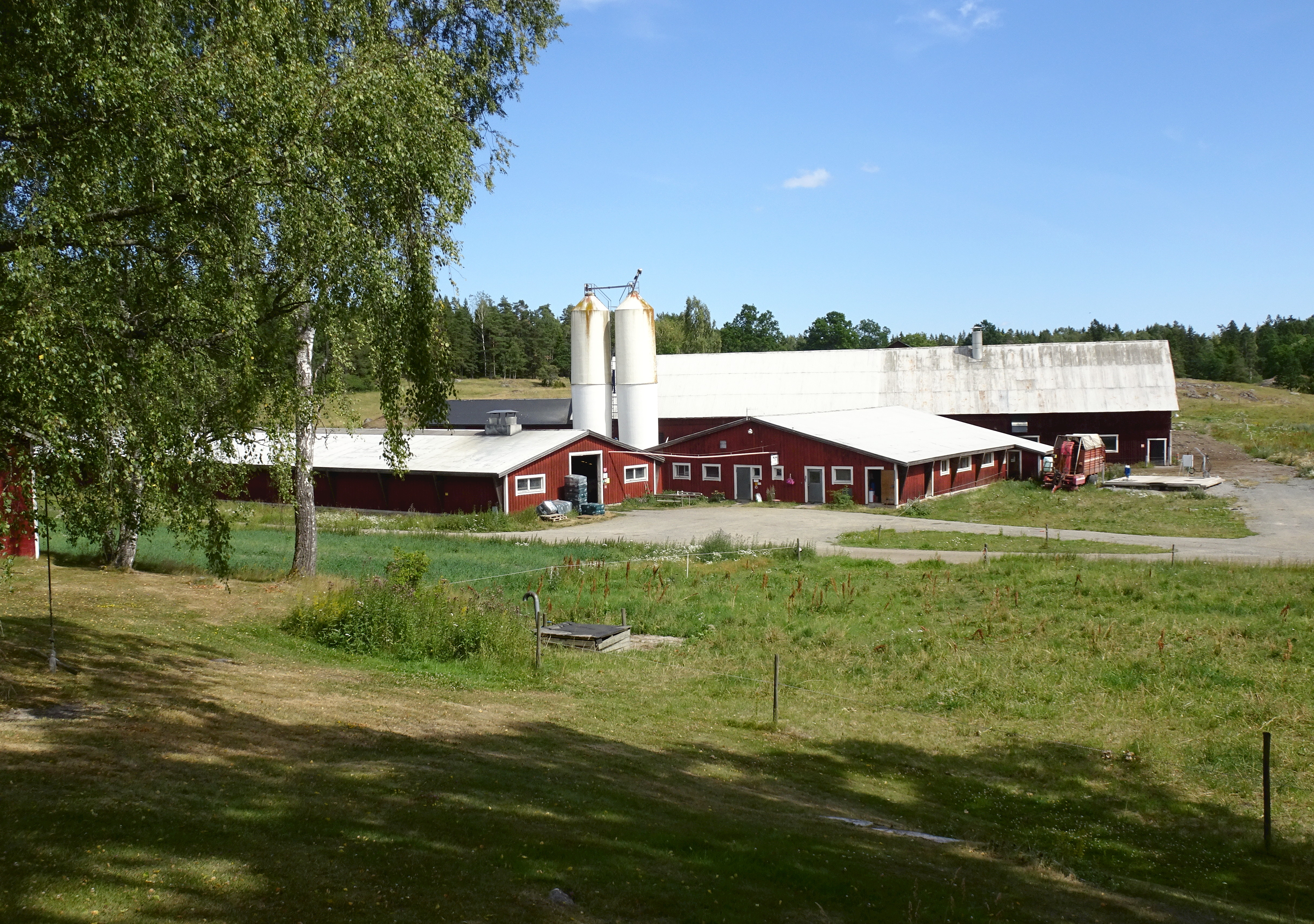
Gårdens ekonomibyggnader.
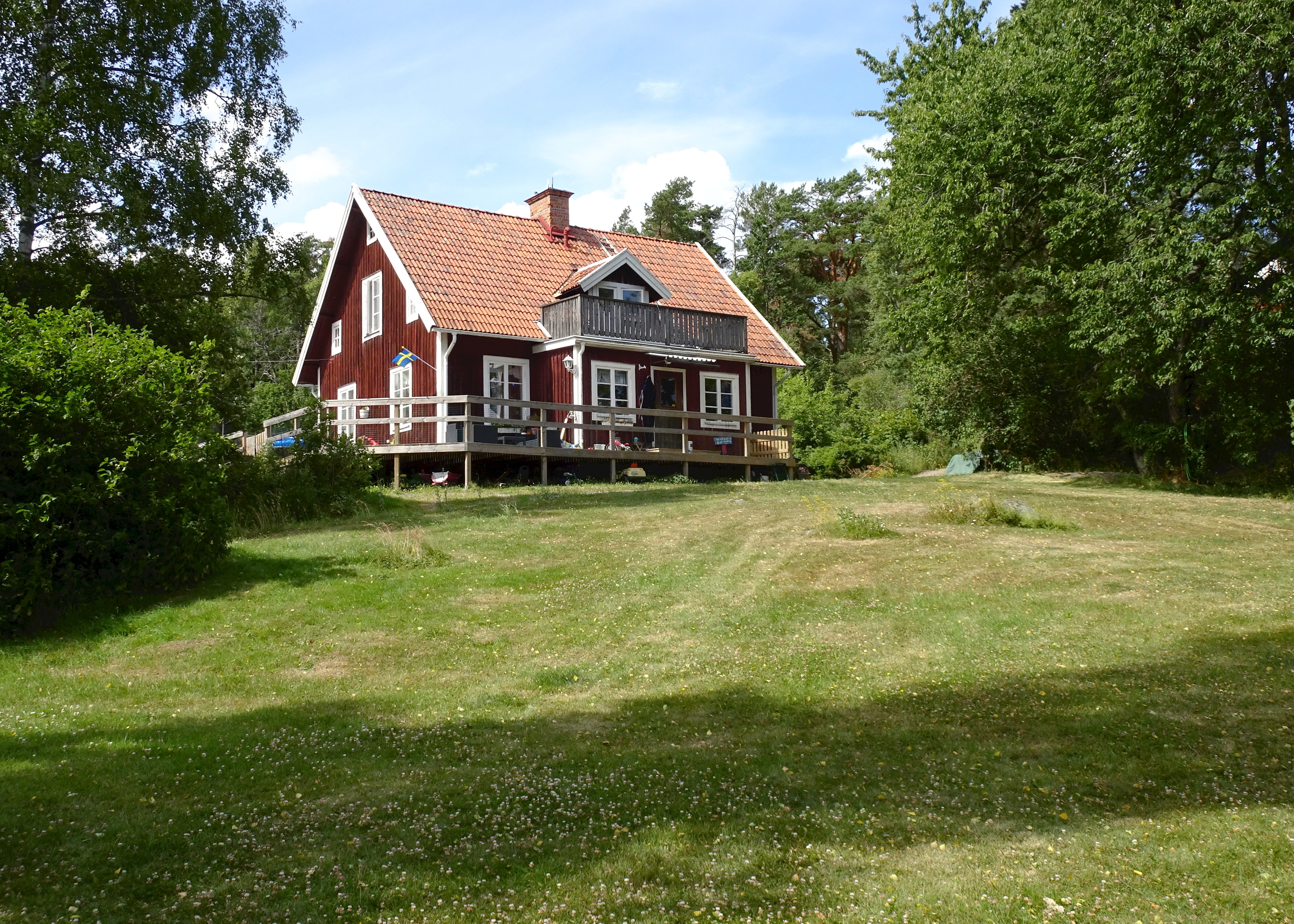
Åva gårds huvudbyggnad.
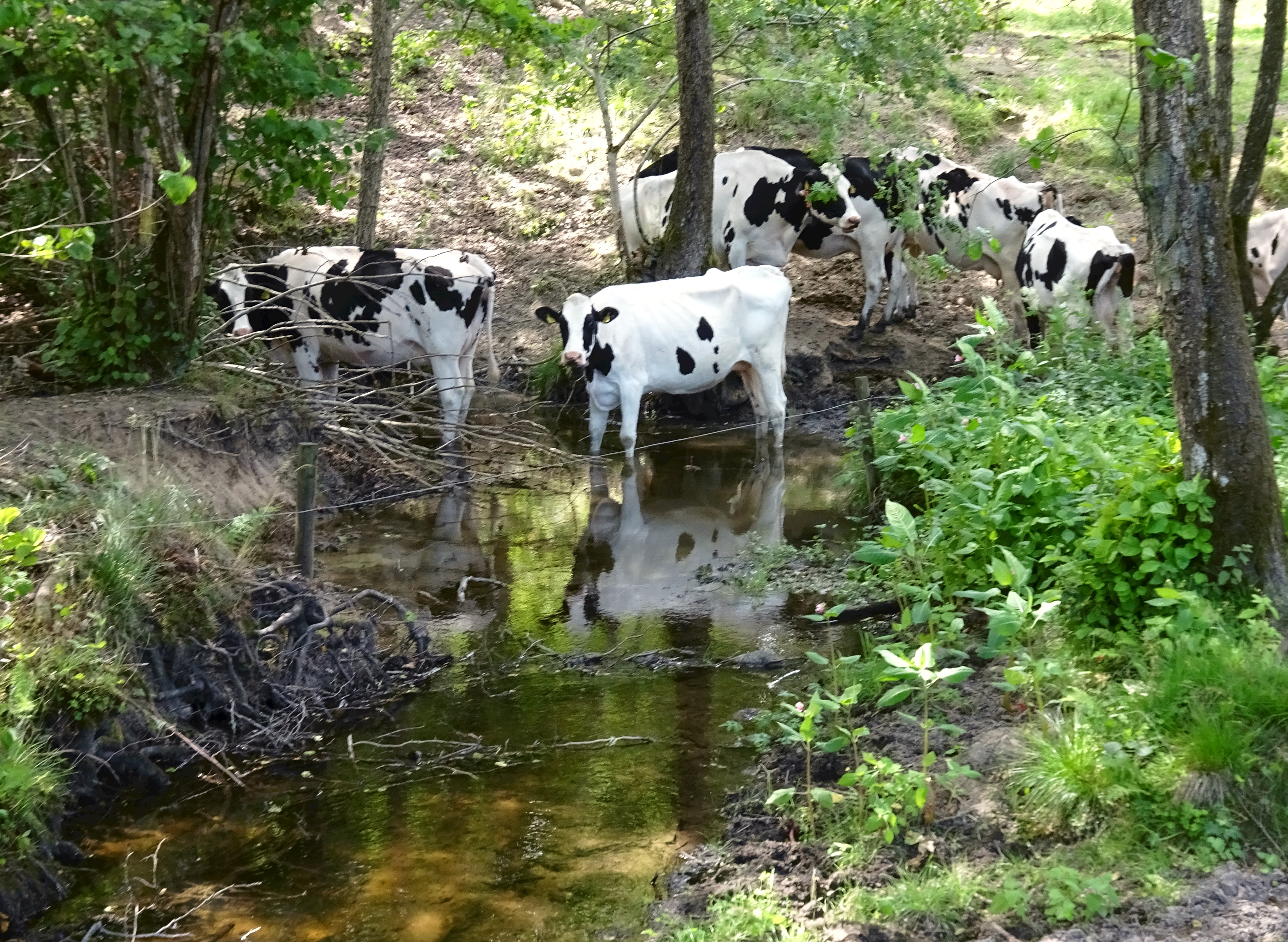
Gårdens kor i Åvaån.